# Giovanni Rizzo (arcivescovo)
Giovanni Rizzo (Montedoro, 11 novembre 1890 – Rossano, 13 novembre 1980) è stato un arcivescovo cattolico italiano.

## Biografia
Giovanni Rizzo nacque a Montedoro l'11 novembre 1890.

### Ministero sacerdotale
Fu ordinato presbitero all'età di 25 anni nella cattedrale di Caltanissetta, il 22 aprile 1916. Da giovane sacerdote fu rettore del seminario vescovile.

### Ministero episcopale
Il 28 maggio 1946 papa Pio XII lo nominò vescovo ausiliare di Palermo e titolare di Mastaura di Licia. Ricevette la consacrazione episcopale il 16 giugno 1946 dal vescovo Giovanni Jacono, co-consacranti i vescovi Pietro Capizzi di Caltagirone e Antonino Catarella di Piazza Armerina. 
Il 13 gennaio 1949 papa Pio XII lo promosse arcivescovo di Rossano. Il 23 febbraio 1949 fu ricevuto in udienza dal presidente della Repubblica Italiana Luigi Einaudi, davanti al quale, come era uso, prestò giuramento quale nuovo arcivescovo di Rossano. 
Durante il suo episcopato, il 20 agosto 1961, consacrò vescovo Giuseppe Vairo, ausiliare di Cosenza e titolare di Utina. Fu co-consacrante dei novelli vescovi: Luigi Cammarata (nel 1947), Umberto Luciano Altomare (nel 1960), Salvatore Di Salvo (nel 1968) e Santo Bergamo (nel 1970).
Fu padre del Concilio Vaticano II in quattro sessioni.

Tomba di mons. Rizzo nella cattedrale di Caltanissetta

Morì all'età di 90 anni il 13 novembre 1980 da arcivescovo emerito di Rossano. La salma di mons. Rizzo è tumulata nella quinta cappella della navata sinistra della cattedrale di Caltanissetta.

## Genealogia episcopale e successione apostolica
La genealogia episcopale è:
- Cardinale Scipione Rebiba
- Cardinale Giulio Antonio Santori
- Cardinale Girolamo Bernerio, O.P.
- Arcivescovo Galeazzo Sanvitale
- Cardinale Ludovico Ludovisi
- Cardinale Luigi Caetani
- Cardinale Ulderico Carpegna
- Cardinale Paluzzo Paluzzi Altieri degli Albertoni
- Papa Benedetto XIII
- Papa Benedetto XIV
- Papa Clemente XIII
- Cardinale Marcantonio Colonna
- Cardinale Giacinto Sigismondo Gerdil, B.
- Cardinale Giulio Maria della Somaglia
- Cardinale Luigi Lambruschini, B.
- Cardinale Girolamo d'Andrea
- Vescovo Giovanni Battista Guttadauro di Reburdone
- Cardinale Giuseppe Francica-Nava de Bondifè
- Arcivescovo Giovanni Jacono
- Arcivescovo Giovanni Rizzo

La successione apostolica è:
- Arcivescovo Giuseppe Vairo (1961)